# PYDC2
PYDC2 (англ. Pyrin domain containing 2) — білок, який кодується однойменним геном, розташованим у людей на 3-й хромосомі. Довжина поліпептидного ланцюга білка становить 97 амінокислот, а молекулярна маса — 10 795.
| 10         |  | 20         |  | 30         |  | 40         |  | 50         |
| ---------- |  | ---------- |  | ---------- |  | ---------- |  | ---------- |
| MASSAELDFN |  | LQALLEQLSQ |  | DELSKFKSLI |  | RTISLGKELQ |  | TVPQTEVDKA |
| NGKQLVEIFT |  | SHSCSYWAGM |  | AAIQVFEKMN |  | QTHLSGRADE |  | HCVMPPP    |

A: Аланін

C: Цистеїн

D: Аспарагінова кислота

E: Глутамінова кислота

F: Фенілаланін

G: Гліцин

H: Гістидин

I: Ізолейцин

K: Лізин

L: Лейцин

M: Метіонін

N: Аспарагін

P: Пролін

Q: Глутамін

R: Аргінін

S: Серин

T: Треонін

V: Валін

W: Триптофан

Кодований геном білок за функцією належить до інгібіторів передачі внутрішньоклітинних сигналів.
Задіяний у таких біологічних процесах, як імунітет, вроджений імунітет, запальна відповідь.
Локалізований у цитоплазмі, ядрі.